# Ranchette Estates
Ranchette Estates est une census-designated place située dans le comté de Willacy, dans l’État du Texas, aux États-Unis. Sa population s’élevait à 152 habitants lors du recensement de 2010.